# The Voice of Italy (prima edizione)
La prima edizione di The Voice of Italy è stata trasmessa in prima serata in tv su Rai 2 e Rai HD e in radio su RTL 102.5 dal 7 marzo al 30 maggio 2013 per tredici puntate con la conduzione di Fabio Troiano. Il programma ha vinto il Premio Regia Televisiva 2014.
L'edizione è stata vinta da Elhaida Dani, concorrente albanese del team Cocciante.

## Cast e promo
I coach della prima edizione sono stati confermati ufficialmente in un servizio del TG1 del 21 dicembre 2012: Raffaella Carrà, Noemi, Piero Pelù e Riccardo Cocciante.
Il conduttore è stato ufficializzato tramite un video di presentazione del sito ufficiale ed è l'attore Fabio Troiano. La parte relativa al web sarà invece curata da Carolina Di Domenico.
I promo pubblicitari del programma sono stati trasmessi a partire dal mese di gennaio e nell'ultima settimana sono stati realizzati degli spot in cui si vedevano le mani dei coach.
Il 29 gennaio 2013 è stato realizzato il promo in cui sono partecipi i quattro coach. Lo spot è stato realizzato per la regia di Gaetano Morbioli e ha visto Piero Pelù con la chitarra, Riccardo Cocciante al pianoforte, Noemi alla batteria e Raffaella Carrà con un microfono; la voce dello spot è di Roberto Pedicini.
A partire dal 6 febbraio sono stati realizzati i quattro promo con protagonisti ciascuno un coach; il primo che viene mandato in onda è quello di Noemi. La regia è nuovamente di Gaetano Morbioli e la voce degli spot è di Roberto Pedicini.
Il 12 febbraio viene trasmesso un nuovo promo su Rai 1 durante la prima serata del 63º Festival della Canzone Italiana di Sanremo; in questo spot si vedono in alternanza scene tratte dai promo precedenti e le prime dichiarazioni dei coach:
- Raffaella Carrà: È lo spettacolo più bello del mondo. È lo spettacolo della voce.
- Noemi: La musica, il microfono, la tua voce.
- Piero Pelù: Comincia a scaldare le tue canne perché il tuo momento sta per arrivare, baby.
- Riccardo Cocciante: La musica è vita e la voce è la sua anima.

Il 27 febbraio viene mandato in onda un nuovo promo dove ci sono pezzi del precedente promo con alcune frasi e i coach seduti alle sedie con la scritta "I Want You" dove vengono ripresi anche quando pigiano il pulsante.
Dall'inizio del programma vengono trasmessi settimanalmente spot riguardanti le puntate.

## Team
Legenda:
- Vincitore
- Secondo classificato
- Terzo classificato

- Quarto classificato
- Eliminato ai Live show
- Eliminato alla fase Battle

| Coach             | Coach              | Artisti            | Artisti          | Artisti              | Artisti          | Artisti              | Artisti           | Artisti                    | Artisti         |
| ----------------- | ------------------ | ------------------ | ---------------- | -------------------- | ---------------- | -------------------- | ----------------- | -------------------------- | --------------- |
|                   | Riccardo Cocciante | Elhaida Dani       | Mattia Lever     | Lorenzo Campani      | Giulia Saguatti  | Donato Perrone       | Francesco Monti   | Jessica Morlacchi          | Federica Celio  |
| Mariateresa Amato | Riccardo Cocciante | Francesca Bellenis | Rosalia Davì     | Gabriella Iandolo    | Lisa Manara      | Alessio Ranno        | Samuele Spallitta | Pasquale e Michele Tibello |                 |
|                   | Piero Pelù         | Timothy Cavicchini | Francesco Guasti | Cristina Balestriere | Danny Losito     | Marco Cantagalli     | Alessandra Parisi | Marika Lermani             | Giulia Penza    |
| Paola Criscione   | Piero Pelù         | Ilaria De Angelis  | Tommaso Gavazzi  | Yasmin Kalach        | Roberta Orrù     | Valentina Tramacere  | Savio Vurchio     | Fabio Zampolli             |                 |
|                   | Raffaella Carrà    | Veronica De Simone | Manuel Foresta   | Emanuele Lucas       | Stefania Tasca   | Pamela Lacerenza     | Matteo Lotti      | Paola Licata               | Michelle Perera |
| Vito Ardito       | Marianna Barracane | Denise Faro        | Chiara Luppi     | Daphne Nisi          | Chiara Papalia   | Noemi Smorra         | Daniele Vit       |                            |                 |
|                   | Noemi              | Silvia Capasso     | Giuseppe Scianna | Diana Winter         | Flavio Capasso   | Giuliana Danzè       | Nausicaa Magarini | Silvia Caracristi          | Chiara Furfari  |
| Teresa Capuano    | Noemi              | Marsela Çibukaj    | Paola Gruppuso   | Antonia Laganà       | Martina Lo Visco | Gabriella Martinelli | Francesca Monte   | Jacopo Sanna               |                 |

## Blind Auditions
Legenda:
- Il coach preme il bottone "I want you"
- L'artista è eliminato perché nessun coach preme il bottone "I want you"
- L'artista viene scelto per far parte della squadra di questo coach
- L'artista sceglie di far parte della squadra di questo coach

### Prima puntata
La prima puntata è andata in onda il 7 marzo 2013. I quattro coach si sono esibiti in Viva la vida.
| Ordine | Artista (età)          | Canzone (cantante originale)                 | Scelte di coach e/o artisti | Scelte di coach e/o artisti | Scelte di coach e/o artisti | Scelte di coach e/o artisti |
| Ordine | Artista (età)          | Canzone (cantante originale)                 | Noemi                       | Riccardo                    | Raffaella                   | Piero                       |
| ------ | ---------------------- | -------------------------------------------- | --------------------------- | --------------------------- | --------------------------- | --------------------------- |
| 1      | Stefania Tasca (19)    | Diamonds (Rihanna)                           |                             |                             |                             |                             |
| 2      | Tanya de Felice (21)   | Il mio giorno migliore (Giorgia)             | —                           | —                           | —                           | —                           |
| 3      | Flavio Capasso (26)    | For Once in My Life (Stevie Wonder)          |                             |                             |                             | —                           |
| 4      | Roberta Orrù (33)      | Paid My Dues (Anastacia)                     | —                           | —                           |                             |                             |
| 5      | Paola Gruppuso (17)    | Volami nel cuore (Mina)                      |                             | —                           | —                           | —                           |
| 6      | Savio Vurchio (44)     | It's a Man's Man's Man's World (James Brown) |                             |                             |                             |                             |
| 7      | Martina Liscaio (26)   | One Day/Reckoning Song (Asaf Avidan)         | —                           | —                           | —                           | —                           |
| 8      | Daniele Vit (34)       | Se bastasse una canzone (Eros Ramazzotti)    | —                           |                             |                             | —                           |
| 9      | Giulia Saguatti (23)   | True Colors (Cyndi Lauper)                   | —                           |                             |                             | —                           |
| 10     | Martina Lo Visco (16)  | Halo (Beyoncé)                               |                             |                             |                             |                             |
| 11     | Francesco Guasti (30)  | You Shook Me All Night Long (AC/DC)          | —                           | —                           |                             |                             |
| 12     | Lisa Manara (20)       | Estate (Bruno Martino)                       |                             |                             | —                           |                             |
| 13     | Francesco Zoffoli (22) | Don't Know Why (Norah Jones)                 | —                           | —                           | —                           | —                           |
| 14     | Fabio Zampolli (29)    | Use Somebody (Kings of Leon)                 |                             |                             |                             |                             |
| 15     | Michelle Perera (27)   | E poi (Giorgia)                              | —                           | —                           |                             | —                           |
| 16     | Alessandra Parisi (29) | Why (Annie Lennox)                           | —                           |                             |                             |                             |
| 17     | Gianluca Giulitti (19) | Troppo buono (Tiziano Ferro)                 | —                           | —                           | —                           | —                           |
| 18     | Silvia Capasso (36)    | Chasing Pavements (Adele)                    |                             | —                           | —                           | —                           |
| 19     | Denise Faro (24)       | E... (Vasco Rossi)                           | —                           |                             |                             | —                           |
| 20     | Valentina Ducros (40)  | Quando finisce un amore (Riccardo Cocciante) | —                           | —                           | —                           | —                           |
| 21     | Francesco Monti (25)   | Kiss from a Rose (Seal)                      |                             |                             | —                           | —                           |

### Seconda puntata
La seconda puntata è andata in onda il 14 marzo 2013.
| Ordine | Artista (età)               | Canzone (cantante originale)                              | Scelte di coach e/o artisti | Scelte di coach e/o artisti | Scelte di coach e/o artisti | Scelte di coach e/o artisti |
| Ordine | Artista (età)               | Canzone (cantante originale)                              | Noemi                       | Riccardo                    | Raffaella                   | Piero                       |
| ------ | --------------------------- | --------------------------------------------------------- | --------------------------- | --------------------------- | --------------------------- | --------------------------- |
| 1      | Manuel Foresta (24)         | If I Ain't Got You (Alicia Keys)                          | —                           |                             |                             | —                           |
| 2      | Mattia Lever (16)           | Heaven (Bryan Adams)                                      |                             |                             |                             |                             |
| 3      | Samantha Discolpa (32)      | Maledetta primavera (Loretta Goggi)                       | —                           | —                           | —                           | —                           |
| 4      | Marco Cantagalli (21)       | Candy (Paolo Nutini)                                      |                             | —                           | —                           |                             |
| 5      | Marsela Çibukaj (28)        | L'amore si odia (Noemi feat. Fiorella Mannoia)            |                             | —                           | —                           | —                           |
| 6      | Veronica De Simone (23)     | At last (Etta James)                                      |                             |                             |                             |                             |
| 7      | Daniele Nicolò (25)         | Non me lo so spiegare (Tiziano Ferro)                     | —                           | —                           | —                           | —                           |
| 8      | Cristina Balestriere (25)   | Right to Be Wrong (Joss Stone)                            | —                           |                             |                             |                             |
| 9      | Giuseppe Scianna (23)       | Hallelujah (Jeff Buckley)                                 |                             |                             |                             | —                           |
| 10     | Maria Grazia Terranova (31) | È l'amore che conta (Giorgia)                             | —                           | —                           | —                           | —                           |
| 11     | Samuele Spallitta (27)      | Georgia on My Mind (Ray Charles)                          | —                           |                             | —                           |                             |
| 12     | Chiara Furfari (16)         | Price Tag (Jessie J)                                      |                             |                             | —                           | —                           |
| 13     | Yasmin Kalach (22)          | Una ragione di più (Ornella Vanoni)                       |                             |                             |                             |                             |
| 14     | Jessica Morlacchi (25)      | Oggi sono io (Alex Britti)                                | —                           |                             | —                           | —                           |
| 15     | Daniela Facchiano (20)      | Just the way you are/Stand by Me (Bruno Mars/Ben E. King) | —                           | —                           | —                           | —                           |
| 16     | Vito Ardito (53)            | Tracce di te (Francesco Renga)                            |                             | —                           |                             | —                           |
| 17     | Paola Criscione (18)        | Bring Me to Life (Evanescence)                            |                             |                             | —                           |                             |
| 18     | Chiara Luppi (17)           | Amor mio (Mina)                                           |                             |                             |                             | —                           |
| 19     | Timothy Cavicchini (28)     | Sweet Child o' Mine (Guns N' Roses)                       |                             |                             |                             |                             |
| 20     | Rocco Ferri (29)            | Overdose (d'amore) (Zucchero Fornaciari)                  | —                           | —                           | —                           | —                           |
| 21     | Antonia Laganà (21)         | Notturno (Mia Martini)                                    |                             | —                           | —                           | —                           |

### Terza puntata
La terza puntata è andata in onda il 21 marzo 2013.
| Ordine | Artista (età)                   | Canzone (cantante originale)                       | Scelte di coach e/o artisti | Scelte di coach e/o artisti | Scelte di coach e/o artisti | Scelte di coach e/o artisti |
| Ordine | Artista (età)                   | Canzone (cantante originale)                       | Noemi                       | Riccardo                    | Raffaella                   | Piero                       |
| ------ | ------------------------------- | -------------------------------------------------- | --------------------------- | --------------------------- | --------------------------- | --------------------------- |
| 1      | Giuliana Danzé (18)             | Listen (Beyoncé)                                   |                             | —                           |                             | —                           |
| 2      | Ilaria DeAngelis (31)           | Ain't No Sunshine (Bill Withers)                   | —                           | —                           |                             |                             |
| 3      | Lorenzo Campani (40)            | La sera dei miracoli (Lucio Dalla)                 |                             |                             |                             |                             |
| 4      | Giulia Penza (17)               | Mercy (Duffy)                                      | —                           | —                           | —                           |                             |
| 5      | Claudia D'Ulisse (30)           | Greatest Love of All (Whitney Houston)             | —                           | —                           | —                           | —                           |
| 6      | Emanuele Lucas (29)             | L'ultima occasione (Mina)                          |                             |                             |                             | —                           |
| 7      | Rosalia Davì (40)               | When a Man Loves a Woman (Percy Sledge)            |                             |                             |                             | —                           |
| 8      | Francesco Spaggiari (35)        | Amore che vieni, amore che vai (Fabrizio De André) | —                           | —                           | —                           | —                           |
| 9      | Chiara Papalia (23)             | Born This Way (Lady Gaga)                          | —                           | —                           |                             | —                           |
| 10     | Diana Winter (28)               | Kiss (Prince)                                      |                             |                             |                             |                             |
| 11     | Federica Celio (24)             | I Don't Know (Noa)                                 | —                           |                             | —                           | —                           |
| 12     | Marika Lermani (26)             | Pieces of a Dream (Anastacia)                      | —                           |                             |                             |                             |
| 13     | Jacopo Sanna (20)               | Ordinary People (John Legend)                      |                             | —                           |                             | —                           |
| 14     | Agata Leanza (34)               | Eye in the sky (Noa)                               | —                           | —                           | —                           | —                           |
| 15     | Francesca Monte (25)            | Nothing's Real But Love (Rebecca Ferguson)         |                             |                             |                             |                             |
| 16     | Noemi Smorra (29)               | Tutt'al più (Patty Pravo)                          | —                           | —                           |                             | —                           |
| 17     | Pasquale e Michele Tibello (17) | I giardini di marzo (Lucio Battisti)               | —                           |                             |                             | —                           |
| 18     | Antonella Calabrese (33)        | Sunrise (Norah Jones)                              | —                           | —                           | —                           | —                           |
| 19     | Silvia Caracristi (29)          | Love Song (The Cure)                               |                             | —                           |                             |                             |
| 20     | Giusy Mangiaruga (20)           | Nessuno mi può giudicare (Caterina Caselli)        | —                           | —                           | —                           | —                           |
| 21     | Daphne Nisi (28)                | Aquarius/Let the Sunshine In (The 5th Dimension)   |                             |                             |                             |                             |

### Quarta puntata
La quarta puntata è andata in onda il 28 marzo 2013.
| Ordine | Artista (età)             | Canzone (cantante originale)                                             | Scelte di coach e/o artisti | Scelte di coach e/o artisti | Scelte di coach e/o artisti | Scelte di coach e/o artisti |
| Ordine | Artista (età)             | Canzone (cantante originale)                                             | Noemi                       | Riccardo                    | Raffaella                   | Piero                       |
| ------ | ------------------------- | ------------------------------------------------------------------------ | --------------------------- | --------------------------- | --------------------------- | --------------------------- |
| 1      | Nausicaa Magarini (24)    | Don't You Remember (Adele)                                               |                             |                             |                             |                             |
| 2      | Marianna Barracane (21)   | Un'ora sola ti vorrei (Giorgia)                                          | —                           | —                           |                             | —                           |
| 3      | Danny Losito (47)         | Master Blaster (Stevie Wonder)                                           | —                           |                             |                             |                             |
| 4      | Marilù Russo (24)         | Come il sole all'improvviso/Una ragione per vivere (Zucchero Fornaciari) | —                           | —                           | —                           | —                           |
| 5      | Elhaida Dani (20)         | Mamma Knows Best (Jessie J)                                              |                             |                             |                             |                             |
| 6      | Gabriella Martinelli (26) | Se stasera sono qui (Mina)                                               |                             | —                           |                             | —                           |
| 7      | Pamela Lacerenza (30)     | Big Spender (Joseph Gershenson)                                          | —                           | —                           |                             |                             |
| 8      | Domenico Peronace (30)    | Con te partirò (Andrea Bocelli)                                          | —                           | —                           | —                           | —                           |
| 9      | Mariateresa Amato (25)    | I Heard It Through the Grapevine (Marvin Gaye)                           | —                           |                             |                             |                             |
| 10     | Tommaso Gavazzi (27)      | Time Is Running Out (Muse)                                               | —                           |                             | —                           |                             |
| 11     | Luigi Sica (24)           | You Know I'm No Good (Amy Winehouse)                                     | —                           | —                           | —                           | —                           |
| 12     | Donato Perrone (20)       | Rocket Man (Elton John)                                                  |                             |                             |                             |                             |
| 13     | Andrea Cosentino (30)     | Unchain My Heart (Joe Cocker)                                            | —                           | —                           | —                           | —                           |
| 14     | Valentina Tramacere (29)  | Rolling in the Deep (Adele)                                              |                             | —                           |                             |                             |
| 15     | Teresa Capuano (29)       | Mentre tutto scorre (Negramaro)                                          |                             | —                           | —                           | N.D.                        |
| 16     | Francesca Bellenis (41)   | The Best (Tina Turner)                                                   | N.D.                        |                             |                             | N.D.                        |
| 17     | Paola Licata (20)         | Il tempo di morire (Lucio Battisti)                                      | N.D.                        | —                           |                             | N.D.                        |
| 18     | Antonio Guido (29)        | Hold the Line (Toto)                                                     | N.D.                        | —                           | —                           | N.D.                        |
| 19     | Alessio Ranno (21)        | Cambiare (Alex Baroni)                                                   | N.D.                        |                             | —                           | N.D.                        |
| 20     | Matteo Lotti (36)         | Via (Claudio Baglioni)                                                   | N.D.                        |                             |                             | N.D.                        |
| 21     | Valeria Crescenzi (24)    | There Must Be an Angel (Playing with My Heart) (Eurythmics)              | N.D.                        | —                           | N.D.                        | N.D.                        |
| 22     | Francesca Cattaneo (24)   | Vivimi (Laura Pausini)                                                   | N.D.                        | —                           | N.D.                        | N.D.                        |
| 23     | Desiré Capaldo (34)       | Memory (Elaine Paige)                                                    | N.D.                        | —                           | N.D.                        | N.D.                        |
| 24     | Gabriella Iandolo (31)    | I dubbi dell'amore (Fiorella Mannoia)                                    | N.D.                        |                             | N.D.                        | N.D.                        |

### Bilancio Blind Auditions
| Coach              | Numero di volte | Numero di volte | Numero di volte  | Numero di volte | Numero di volte | Numero di volte che ha scelto come | Numero di volte che ha scelto come | Numero di volte che ha scelto come | Numero di volte che ha scelto come |
| Coach              | Buzz            | Buzz da solo    | Buzz non da solo | Scelto          | Non scelto      | Carrà                              | Noemi                              | Pelù                               | Riccardo                           |
| ------------------ | --------------- | --------------- | ---------------- | --------------- | --------------- | ---------------------------------- | ---------------------------------- | ---------------------------------- | ---------------------------------- |
| Raffaella Carrà    | 46              | 6               | 40               | 10              | 30              | N.D.                               | 25                                 | 24                                 | 29                                 |
| Noemi              | 34              | 5               | 29               | 11              | 18              | 25                                 | N.D.                               | 17                                 | 23                                 |
| Piero Pelù         | 31              | 2               | 29               | 14              | 15              | 24                                 | 17                                 | N.D.                               | 22                                 |
| Riccardo Cocciante | 40              | 4               | 36               | 12              | 24              | 29                                 | 23                                 | 22                                 | N.D.                               |

## Battles
Legenda
- Vincitore della battaglia
- Artista eliminato

Special coach
Durante le Battles, ogni coach è supportato da una guest star, che aiuterà i concorrenti della squadra a cui è associato nella preparazione alle sfide a due.
I quattro special coach sono: Gianni Morandi per Raffaella Carrà, Mario Biondi per Noemi, Cristiano Godano dei Marlene Kuntz per Piero Pelù e Kekko Silvestre dei Modà per Riccardo Cocciante.

### Quinta puntata
La quinta puntata è andata in onda il 4 aprile 2013.
| Ordine | Coach              | Artisti             | Artisti            | Canzone (cantante originale)              |
| ------ | ------------------ | ------------------- | ------------------ | ----------------------------------------- |
| 1      | Raffaella Carrà    | Stefania Tasca      | Marianna Barracane | The Edge of Glory (Lady Gaga)             |
| 2      | Piero Pelù         | Savio Vurchio       | Danny Losito       | Crazy (Gnarls Barkley)                    |
| 3      | Riccardo Cocciante | Jessica Morlacchi   | Mariateresa Amato  | Total Eclipse of The Heart (Bonnie Tyler) |
| 4      | Noemi              | Giuliana Danzè      | Paola Gruppuso     | Firework (Katy Perry)                     |
| 5      | Raffaella Carrà    | Matteo Lotti        | Daniele Vit        | This Love (Maroon 5)                      |
| 6      | Piero Pelù         | Roberta Orrù        | Francesco Guasti   | Pigro (Ivan Graziani)                     |
| 7      | Riccardo Cocciante | Lisa Manara         | Giulia Saguatti    | Nothing Compares 2 U (Sinead O'Connor)    |
| 8      | Noemi              | Jacopo Sanna        | Flavio Capasso     | La differenza tra me e te (Tiziano Ferro) |
| 9      | Raffaella Carrà    | Paola Licata        | Denise Faro        | Scende la pioggia (Gianni Morandi)        |
| 10     | Piero Pelù         | Valentina Tramacere | Marica Lermani     | Proud Mary (Tina Turner)                  |
| 11     | Riccardo Cocciante | Donato Perrone      | Samuele Spallitta  | Senza una donna (Zucchero Fornaciari)     |

### Sesta puntata
La sesta puntata è andata in onda l'11 aprile 2013.
| Ordine | Coach              | Artisti                    | Artisti              | Canzone (cantante originale)                  |
| ------ | ------------------ | -------------------------- | -------------------- | --------------------------------------------- |
| 1      | Noemi              | Nausicaa Magarini          | Marsela Çibukaj      | No One (Alicia Keys)                          |
| 2      | Piero Pelù         | Yasmin Kalach              | Cristina Balestriere | Ti sento (Matia Bazar)                        |
| 3      | Raffaella Carrà    | Noemi Smorra               | Manuel Foresta       | Rehab (Amy Winehouse)                         |
| 4      | Riccardo Cocciante | Alessio Ranno              | Lorenzo Campani      | The Show Must Go On (Queen)                   |
| 5      | Noemi              | Chiara Furfari             | Martina Lo Visco     | Baby (Justin Bieber)                          |
| 6      | Piero Pelù         | Marco Cantagalli           | Tommaso Gavazzi      | How to Save a Life (The Fray)                 |
| 7      | Raffaella Carrà    | Veronica De Simone         | Daphne Nisi          | Run Baby Run (Sheryl Crow)                    |
| 8      | Riccardo Cocciante | Pasquale e Michele Tibello | Mattia Lever         | Sere nere (Tiziano Ferro)                     |
| 9      | Piero Pelù         | Alessandra Parisi          | Ilaria DeAngelis     | The Power of Love (Frankie Goes to Hollywood) |
| 10     | Noemi              | Giuseppe Scianna           | Teresa Capuano       | Diamante (Zucchero Fornaciari)                |
| 11     | Raffaella Carrà    | Pamela Lacerenza           | Chiara Papalia       | America (Gianna Nannini)                      |

### Settima puntata
La settima puntata è andata in onda il 18 aprile 2013.
| Ordine | Coach              | Artisti              | Artisti            | Canzone (cantante originale)                                        |
| ------ | ------------------ | -------------------- | ------------------ | ------------------------------------------------------------------- |
| 1      | Riccardo Cocciante | Gabriella Iandolo    | Francesco Monti    | Sorry Seems to Be the Hardest Word (Elton John)                     |
| 2      | Noemi              | Gabriella Martinelli | Silvia Capasso     | Glitter & Gold (Rebecca Ferguson)                                   |
| 3      | Piero Pelù         | Giulia Penza         | Paola Criscione    | Luce (tramonti a nord est) (Elisa)                                  |
| 4      | Raffaella Carrà    | Vito Ardito          | Emanuele Lucas     | Io vorrei... non vorrei... ma se vuoi... (Lucio Battisti)           |
| 5      | Riccardo Cocciante | Francesca Bellenis   | Elhaida Dani       | No More Tears (Enough Is Enough) (Donna Summer e Barbara Streisand) |
| 6      | Noemi              | Francesca Monte      | Diana Winter       | Heavy Cross (Gossip)                                                |
| 7      | Piero Pelù         | Fabio Zampolli       | Timothy Cavicchini | Wherever You Will Go (The Calling)                                  |
| 8      | Raffaella Carrà    | Michelle Perera      | Chiara Luppi       | Without You (Mariah Carey)                                          |
| 9      | Riccardo Cocciante | Federica Celio       | Rosalia Davì       | Il mare d'inverno (Loredana Bertè)                                  |
| 10     | Noemi              | Antonia Laganà       | Silvia Caracristi  | A te (Jovanotti)                                                    |

## Live Show
Legenda
- Concorrente salvo grazie al televoto
- Concorrente salvo grazie al coach
- Concorrente eliminato

### Ottava puntata
L'ottava puntata è andata in onda il 25 aprile 2013. Si esibiscono quattro artisti per coach, dei quali uno viene salvato dal televoto del pubblico ed uno dal coach stesso.

Ospiti: Patti Smith, Biagio Antonacci

Canzoni eseguite dagli ospiti: Patti Smith: Because the Night (con i quattro coach); Biagio Antonacci: Ti dedico tutto e Medley (Iris (tra le tue poesie) / Se io, se lei / Sognami / Non vivo più senza te)
| Ordine | Coach              | Artista            | Canzone (cantante originale)            | Televoto (%) |
| ------ | ------------------ | ------------------ | --------------------------------------- | ------------ |
| 1      | Noemi              | Chiara Furfari     | I'm Yours (Jason Mraz)                  | 2nd 20,95    |
| 2      | Noemi              | Flavio Capasso     | Seven Nation Army (The White Stripes)   | 3rd 16,65    |
| 3      | Noemi              | Silvia Caracristi  | Un'estate fa (Franco Califano)          | 4th 7,89     |
| 4      | Noemi              | Silvia Capasso     | Try (P!nk)                              | 1st 54,51    |
| 5      | Raffaella Carrà    | Michelle Perera    | Beautiful (Christina Aguilera)          | 2nd 28,41    |
| 6      | Raffaella Carrà    | Manuel Foresta     | Ma che freddo fa (Nada)                 | 1st 38,51    |
| 7      | Raffaella Carrà    | Stefania Tasca     | Domino (Jessie J)                       | 3rd 18,23    |
| 8      | Raffaella Carrà    | Paola Licata       | Non sono una signora (Loredana Bertè)   | 4th 14,85    |
| 9      | Piero Pelù         | Timothy Cavicchini | Senza parole (Vasco Rossi)              | 1st 39,45    |
| 10     | Piero Pelù         | Giulia Penza       | Zombie (The Cranberries)                | 3rd 18,48    |
| 11     | Piero Pelù         | Danny Losito       | Si è spento il sole (Adriano Celentano) | 2nd 23,92    |
| 12     | Piero Pelù         | Marica Lermani     | Diavolo in me (Zucchero Fornaciari)     | 4th 18,15    |
| 13     | Riccardo Cocciante | Francesco Monti    | You're Beautiful (James Blunt)          | 3rd 20,03    |
| 14     | Riccardo Cocciante | Giulia Saguatti    | Skyfall (Adele)                         | 2nd 20,30    |
| 15     | Riccardo Cocciante | Lorenzo Campani    | Insieme a te sto bene (Lucio Battisti)  | 1st 41,13    |
| 16     | Riccardo Cocciante | Jessica Morlacchi  | I Say a Little Prayer (Dionne Warwick)  | 4th 18,54    |

Esibizioni di gruppo con i coach
| Ordine | Coach              | Canzone                       |
| ------ | ------------------ | ----------------------------- |
| 1      | Piero Pelù         | Toro loco                     |
| 2      | Raffaella Carrà    | Ma che sera / Pedro / Luca    |
| 3      | Noemi              | L'amore si odia               |
| 4      | Riccardo Cocciante | Tu sei il mio amico carissimo |

### Nona puntata
La nona puntata è andata in onda il 2 maggio 2013. Si esibiscono i rimanenti quattro artisti di ogni team, dei quali uno viene salvato dal televoto del pubblico ed uno dal coach stesso.
Ospiti: Gianna Nannini

Canzoni eseguite dagli ospiti: Gianna Nannini: Sei nell'anima, Bella senz'anima (con Riccardo Cocciante) e Indimenticabile
| Ordine | Coach              | Artista              | Canzone (cantante originale)                    | Televoto (%) |
| ------ | ------------------ | -------------------- | ----------------------------------------------- | ------------ |
| 1      | Riccardo Cocciante | Elhaida Dani         | All by Myself (Eric Carmen)                     | 2nd 25,61    |
| 2      | Riccardo Cocciante | Donato Perrone       | Long Train Runnin' (The Doobie Brothers)        | 3rd 17,52    |
| 3      | Riccardo Cocciante | Mattia Lever         | Angels (Robbie Williams)                        | 1st 52,37    |
| 4      | Riccardo Cocciante | Federica Celio       | Oh che sarà (Fiorella Mannoia)                  | 4th 4,50     |
| 5      | Noemi              | Diana Winter         | Beat It (Michael Jackson)                       | 3rd 26,26    |
| 6      | Noemi              | Giuseppe Scianna     | Sally (Vasco Rossi)                             | 1st 34,61    |
| 7      | Noemi              | Giuliana Danzè       | The Lady Is a Tramp (Frank Sinatra)             | 2nd 28,89    |
| 8      | Noemi              | Nausicaa Magarini    | Spaccacuore (Samuele Bersani)                   | 4th 10,24    |
| 9      | Raffaella Carrà    | Veronica De Simone   | You Are Not Alone (Michael Jackson)             | 1st 39,06    |
| 10     | Raffaella Carrà    | Pamela Lacerenza     | MacArthur Park (Donna Summer)                   | 4th 14,89    |
| 11     | Raffaella Carrà    | Matteo Lotti         | Una storia importante (Eros Ramazzotti)         | 3rd 22,44    |
| 12     | Raffaella Carrà    | Emanuele Lucas       | Locked Out of Heaven (Bruno Mars)               | 2nd 23,61    |
| 13     | Piero Pelù         | Alessandra Parisi    | L'immensità (Don Backy)                         | 3rd 17,97    |
| 14     | Piero Pelù         | Cristina Balestriere | Call me (Blondie)                               | 1st 37,64    |
| 15     | Piero Pelù         | Marco Cantagalli     | Le ragazze fanno grandi sogni (Edoardo Bennato) | 4th 14,33    |
| 16     | Piero Pelù         | Francesco Guasti     | Smells Like Teen Spirit (Nirvana)               | 2nd 30,06    |

Esibizioni di gruppo con i coach
| Ordine | Coach              | Canzone         |
| ------ | ------------------ | --------------- |
| 1      | Piero Pelù         | Io ci sarò      |
| 2      | Raffaella Carrà    | Ballo ballo     |
| 3      | Noemi              | Vuoto a perdere |
| 4      | Riccardo Cocciante | Io canto        |

### Decima puntata
La decima puntata è andata in onda il 9 maggio 2013. Si esibiscono tutti i concorrenti rimasti in gara. Il televoto salva due artisti per team, mentre il coach ne sceglie uno tra i due restanti.
Ospiti: Edoardo Bennato, Marco Mengoni, Bastille

Canzoni eseguite dagli ospiti: Bastille: Pompeii, Marco Mengoni: Pronto a correre, Edoardo Bennato: Lo spettacolo, Il Rock di Capitan Uncino (con Piero Pelù) e Vendo Bagnoli.
| Ordine | Coach              | Artista              | Canzone (cantante originale)                 | Televoto (%) |
| ------ | ------------------ | -------------------- | -------------------------------------------- | ------------ |
| 1      | Noemi              | Silvia Capasso       | Tutti i brividi del mondo (Anna Oxa)         | 23,86        |
| 2      | Noemi              | Giuseppe Scianna     | La cura (Franco Battiato)                    | 38,73        |
| 3      | Noemi              | Diana Winter         | Eppur mi son scordato di te (Formula 3)      | 20,52        |
| 4      | Noemi              | Flavio Capasso       | Virtual Insanity (Jamiroquai)                | 16,89        |
| 5      | Riccardo Cocciante | Giulia Saguatti      | Sweet Dreams (Are Made of This) (Eurythmics) | 10,09        |
| 6      | Riccardo Cocciante | Elhaida Dani         | Nessun dolore (Lucio Battisti)               | 21,13        |
| 7      | Riccardo Cocciante | Lorenzo Campani      | Pride (In the Name of Love) (U2)             | 18,46        |
| 8      | Riccardo Cocciante | Mattia Lever         | Meraviglioso (Domenico Modugno)              | 50,33        |
| 9      | Raffaella Carrà    | Manuel Foresta       | Love me tender e Hound dog (Elvis Presley)   | 29,81        |
| 10     | Raffaella Carrà    | Veronica De Simone   | Cuore (Rita Pavone)                          | 38,93        |
| 11     | Raffaella Carrà    | Stefania Tasca       | Moondance (Van Morrison)                     | 9,00         |
| 12     | Raffaella Carrà    | Emanuele Lucas       | Baila Morena (Zucchero Fornaciari)           | 22,26        |
| 13     | Piero Pelù         | Danny Losito         | Roxanne (The Police)                         | 19,42        |
| 14     | Piero Pelù         | Francesco Guasti     | Musica ribelle (Eugenio Finardi)             | 21,12        |
| 15     | Piero Pelù         | Timothy Cavicchini   | Rag Doll (Aerosmith)                         | 24,48        |
| 16     | Piero Pelù         | Cristina Balestriere | In alto mare (Loredana Bertè)                | 34,98        |

Esibizioni di gruppo con i coach
| Ordine | Coach              | Canzone                  |
| ------ | ------------------ | ------------------------ |
| 1      | Raffaella Carrà    | We Are Family            |
| 2      | Noemi              | Back to Black / Valerie' |
| 3      | Riccardo Cocciante | Hey Jude                 |

### Undicesima puntata
L'undicesima puntata è andata in onda il 16 maggio 2013. Si esibiscono tutti i concorrenti rimasti in gara. Il televoto salva un artista per team, mentre il coach ne sceglie uno tra i due restanti.
Ospiti: Mario Biondi, Antonello Venditti, Litfiba
Canzoni eseguite dagli ospiti: Antonello Venditti: Ci vorrebbe un amico, Ricordati di me e In questo mondo di ladri (con Riccardo Cocciante e Raffaella Carrà), Mario Biondi: Briciole e This Is What You Are (con Noemi e il suo team) e Deep Space, Litfiba: Tex
| Ordine | Coach              | Artista              | Canzone (cantante originale)                     | Televoto (%) |
| ------ | ------------------ | -------------------- | ------------------------------------------------ | ------------ |
| 1      | Riccardo Cocciante | Mattia Lever         | Adesso tu (Eros Ramazzotti)                      | 35,55        |
| 2      | Riccardo Cocciante | Lorenzo Campani      | C'è chi dice no (Vasco Rossi)                    | 17,50        |
| 3      | Riccardo Cocciante | Elhaida Dani         | Adagio (Lara Fabian)                             | 46,95        |
| 4      | Raffaella Carrà    | Manuel Foresta       | Mad About You (Hooverphonic)                     | 39,95        |
| 5      | Raffaella Carrà    | Veronica De Simone   | Minuetto (Mia Martini)                           | 44,13        |
| 6      | Raffaella Carrà    | Emanuele Lucas       | Vieni da me (Le Vibrazioni)                      | 15,92        |
| 7      | Noemi              | Giuseppe Scianna     | La donna cannone (Francesco De Gregori)          | 29,75        |
| 8      | Noemi              | Diana Winter         | I wish (Stevie Wonder)                           | 22,93        |
| 9      | Noemi              | Silvia Capasso       | Empire State of Mind (Alicia Keys)               | 47,32        |
| 10     | Piero Pelù         | Francesco Guasti     | Do Ya Think I'm Sexy? (Rod Stewart)              | 32,06        |
| 11     | Piero Pelù         | Timothy Cavicchini   | A che ora è la fine del mondo? (Luciano Ligabue) | 34,26        |
| 12     | Piero Pelù         | Cristina Balestriere | Tainted Love (Gloria Jones e Soft Cell)          | 33,68        |

Esibizioni di gruppo con i coach
| Ordine | Coach                  | Canzone              |
| ------ | ---------------------- | -------------------- |
| 1      | Piero Pelù             | Satisfaction         |
| 2      | Raffaella Carrà        | Tanti auguri         |
| 3      | Noemi con Mario Biondi | This Is What You Are |
| 4      | Riccardo Cocciante     | Un nuovo amico       |

### Semifinale
La dodicesima puntata è andata in onda il 23 maggio 2013. Si esibiscono i due concorrenti di ogni team. Giungerà in finale un artista per squadra, quello che ottiene il punteggio più alto sommando le percentuali del televoto e i 100 punti distribuiti dal coach tra i suoi due concorrenti (60 al preferito e 40 al secondo componente del team). Viene presentata un'anteprima di 30 secondi degli inediti degli otto artisti.
Ospiti: Zucchero Fornaciari, Bob Sinclar, Robin Thicke e will.i.am
Canzoni eseguite dagli ospiti: Zucchero Fornaciari: Guantanamera e Nena, Bob Sinclar: Far l'amore (con Raffaella Carrà e il suo team) e Summer Moonlight, will.i.am: I Gotta Feeling (con Mattia Lever), This Is Love (con Elhaida Dani), Scream & Shout (con Giuseppe Scianna) e ThatPower (con Silvia Capasso), Robin Thicke: Blurred Lines
- Concorrente vincitore del Team
- Concorrente eliminato

| Ordine | Coach              | Artista            | Canzone (cantante originale)              | Inedito                   | Punteggio | Punteggio | Punteggio |
| Ordine | Coach              | Artista            | Canzone (cantante originale)              | Inedito                   | Televoto  | Coach     | Totale    |
| ------ | ------------------ | ------------------ | ----------------------------------------- | ------------------------- | --------- | --------- | --------- |
| 1      | Piero Pelù         | Timothy Cavicchini | How You Remind Me (Nickelback)            | A fuoco                   | 50,53     | 60        | 111,53    |
| 2      | Piero Pelù         | Francesco Guasti   | Drops of Jupiter (Train)                  | Un giorno in più          | 49,47     | 40        | 89,47     |
| 3      | Raffaella Carrà    | Veronica De Simone | Chiamami ancora amore (Roberto Vecchioni) | Nati liberi               | 40,15     | 60        | 100,15    |
| 4      | Raffaella Carrà    | Manuel Foresta     | Forget You (Cee Lo Green)                 | Déjá vu                   | 59,85     | 40        | 99,85     |
| 5      | Riccardo Cocciante | Mattia Lever       | Le tasche piene di sassi (Jovanotti)      | Avere sedici anni         | 50,13     | 40        | 90,13     |
| 6      | Riccardo Cocciante | Elhaida Dani       | I Believe I Can Fly (R. Kelly)            | When Love Calls Your Name | 49,87     | 60        | 109,87    |
| 7      | Noemi              | Silvia Capasso     | Hurt (Christina Aguilera)                 | Luce                      | 54,60     | 60        | 114,60    |
| 8      | Noemi              | Giuseppe Scianna   | Per me è importante (Tiromancino)         | Il silenzio               | 45,40     | 40        | 85,40     |

Esibizioni di gruppo con i coach
| Ordine | Coach                           | Canzone                                  |
| ------ | ------------------------------- | ---------------------------------------- |
| 1      | Piero Pelù                      | Il mio nome è mai più                    |
| 2      | Raffaella Carrà con Bob Sinclar | Far l'amore                              |
| 3      | Noemi                           | Per tutta la vita                        |
| 4      | Riccardo Cocciante              | Se stiamo insieme / Questione di feeling |

### Finale
La tredicesima puntata è andata in onda il 30 maggio 2013. Al termine della puntata è stata decretata la classifica finale dei quattro artisti ancora in gara, in base ai televoti ricevuti e alle vendite dei singoli su iTunes (ogni download equivale a due televoti).
La finale è stata divisa in tre diverse fasi.
Ospiti: Psy, Modà
Canzoni eseguite dagli ospiti: Psy: Gentleman, Modà: Sono già solo (con Silvia Capasso), La notte (con Timothy Cavicchini), Tappeto di fragole (con Veronica De Simone), Arriverà (con Elhaida Dani) e Gioia
I 4 coach rendono omaggio a Little Tony, scomparso il 27 maggio 2013, cantando la sua celeberrima canzone Cuore matto. Inoltre si esibiscono in Viva la vida con il loro cantante.
Prima fase

In questa prima fase i finalisti si esibiscono in tre diverse manche: Hanno cantato come di consueto una cover, poi si sono esibiti con il loro coach. L'ultima manche è stata un'esibizione del loro Inedito.
Alla fine della prima fase, è stato chiuso il televoto, decretando così il quarto classificato.
- Concorrente che passa alla seconda fase
- Quarto classificato

| Ordine | Coach              | Artista            | Prima manche                          | Seconda manche          | Terza manche              | Voti               | Voti                | Voti       |
| Ordine | Coach              | Artista            | Canzone (cantante originale)          | Esibizione con il coach | Inedito                   | Download brani (%) | Televoto Fase 1 (%) | Finale (%) |
| ------ | ------------------ | ------------------ | ------------------------------------- | ----------------------- | ------------------------- | ------------------ | ------------------- | ---------- |
| 1      | Noemi              | Silvia Capasso     | Girl on Fire (Alicia Keys)            | Sono solo parole        | Luce                      | 23,52              | 10,96               | 11,68      |
| 2      | Raffaella Carrà    | Veronica De Simone | Un senso (Vasco Rossi)                | E salutala per me       | Nati liberi               | 20,98              | 12,72               | 13,20      |
| 3      | Piero Pelù         | Timothy Cavicchini | Always (Bon Jovi)                     | El diablo               | A Fuoco                   | 32,18              | 18,33               | 19,14      |
| 4      | Riccardo Cocciante | Elhaida Dani       | I Will Always Love You (Dolly Parton) | Margherita              | When Love Calls Your Name | 23,32              | 57,99               | 55,98      |

Seconda fase

Il televoto è stato riaperto e si è iniziata la seconda fase della finale. Questa seconda fase è stata costruita in una sola manche: I cantanti rimasti in gara si sono esibiti con la canzone, con la quale si sono presentati alle Blind Audition.
Dopo tutte le esibizioni il televoto è stato chiuso e, sommando i voti precedentemente guadagnati, è stato decretato il terzo classificato.
- Concorrente che passa alla terza fase
- Terzo classificato

| Ordine | Coach              | Artista            | Canzone della Blind Audition        | Voti                | Voti       |
| Ordine | Coach              | Artista            | Canzone della Blind Audition        | Televoto Fase 2 (%) | Finale (%) |
| ------ | ------------------ | ------------------ | ----------------------------------- | ------------------- | ---------- |
| 1      | Raffaella Carrà    | Veronica De Simone | At last (Etta James)                | 16,03               | 15,19      |
| 2      | Piero Pelù         | Timothy Cavicchini | Sweet Child o' Mine (Guns N' Roses) | 25,66               | 22,56      |
| 3      | Riccardo Cocciante | Elhaida Dani       | Mamma Knows Best (Jessie J)         | 58,31               | 62,25      |

Terza fase

Il televoto è stato riaperto per l'ultima volta. Questa ultima fase della finale rappresentava una sola manche: I due super-finalisti si sono esibiti con il loro cavallo di battaglia.
Dopo questa ultima manche, il televoto è stato chiuso definitivamente ed è stato decretato il vincitore della prima edizione di The Voice of Italy.
- Vincitore
- Secondo classificato

| Ordine | Coach              | Artista            | Cavallo di battaglia       | Voti                | Voti       |
| Ordine | Coach              | Artista            | Cavallo di battaglia       | Televoto Fase 3 (%) | Finale (%) |
| ------ | ------------------ | ------------------ | -------------------------- | ------------------- | ---------- |
| 1      | Piero Pelù         | Timothy Cavicchini | Senza parole (Vasco Rossi) | 31,42               | 28,30      |
| 2      | Riccardo Cocciante | Elhaida Dani       | Adagio (Lara Fabian)       | 68,58               | 71,70      |

Esibizioni di gruppo dei coach
| Ordine | Coach                     | Canzone (cantante originale) |
| ------ | ------------------------- | ---------------------------- |
| 1      | I 4 coach                 | Cuore matto (Little Tony)    |
| 2      | I 4 coach con i finalisti | Viva la Vida (Coldplay)      |

## Ascolti
| Puntate | Tipo                   | Data           | Telespettatori | Share  |
| ------- | ---------------------- | -------------- | -------------- | ------ |
| 1       | Blind Auditions 1      | 7 marzo 2013   | 3 376 000      | 12,34% |
| 2       | Blind Auditions 2      | 14 marzo 2013  | 3 697 000      | 14,26% |
| 3       | Blind Auditions 3      | 21 marzo 2013  | 3 852 000      | 15,58% |
| 4       | Blind Auditions 4      | 28 marzo 2013  | 3 432 000      | 13,68% |
| 5       | Battles 1              | 4 aprile 2013  | 3 694 000      | 14,13% |
| 6       | Battles 2              | 11 aprile 2013 | 3 077 000      | 12,46% |
| 7       | Battles 3              | 18 aprile 2013 | 3 016 000      | 12,68% |
| 8       | Live Show 1            | 25 aprile 2013 | 3 039 000      | 14,68% |
| 9       | Live Show 2            | 2 maggio 2013  | 3 135 000      | 13,78% |
| 10      | Live Show 3            | 9 maggio 2013  | 2 824 000      | 13,02% |
| 11      | Live Show 4            | 16 maggio 2013 | 3 141 000      | 12,93% |
| 12      | Live Show 5 Semifinale | 23 maggio 2013 | 3 318 000      | 14,18% |
| 13      | Live Show 6 Finale     | 30 maggio 2013 | 3 346 000      | 14,88% |
| Media   | Media                  | Media          | 3304000        | 13,74% |

## Ospiti ai Live Show
| Live Show | Data           | Ospiti                                                    |
| --------- | -------------- | --------------------------------------------------------- |
| 1         | 25 aprile 2013 | Patti Smith, Biagio Antonacci                             |
| 2         | 2 maggio 2013  | Gianna Nannini                                            |
| 3         | 9 maggio 2013  | Edoardo Bennato, Marco Mengoni, Bastille                  |
| 4         | 16 maggio 2013 | Mario Biondi, Antonello Venditti, Litfiba                 |
| 5         | 23 maggio 2013 | Zucchero Fornaciari, Bob Sinclar, Robin Thicke, will.i.am |
| 6         | 30 maggio 2013 | Psy, Modà                                                 |

## Discografia
Singoli
Team Carrà
- Veronica De Simone - Nati liberi
- Manuel Foresta - Déjá vu

Team Noemi
- Silvia Capasso - Luce
- Diana Winter - Voglio fare un errore
- Giuseppe Scianna - Il silenzio

Team Pelù
- Timothy Cavicchini - A fuoco
- Francesco Guasti - Un giorno in più
- Cristina Balestriere - Mai più
- Danny Losito - Just Can Get Over You

Team Cocciante
- Elhaida Dani - When love calls your name
- Mattia Lever - Avere sedici anni

EP
| Artista            | EP           | Posizioni in classifica |
| Artista            | EP           | FIMI                    |
| ------------------ | ------------ | ----------------------- |
| Elhaida Dani       | Elhaida Dani | 28                      |
| Timothy Cavicchini | A fuoco      | 52                      |
| Veronica De Simone | Nati liberi  | -                       |

Compilation
| Compilation                                                                                           | Posizioni in classifica |
| Compilation                                                                                           | FIMI                    |
| --- | ----------------------- |
| The Voice of Italy - The Best of Battles - Pubblicazione: 19 aprile 2013 - Etichetta: Universal Music | 19                      |
| The Voice of Italy - The Live Shows - Pubblicazione: 30 maggio 2013 - Etichetta: Universal Music      | 26                      |
| The Voice of Italy - Gli inediti - Pubblicazione: 30 maggio 2013 - Etichetta: Universal Music         | —                       |

Deezer

Il 4 marzo viene preso un accordo tra la Rai e Deezer, sito web di musica on demand, per la creazione di un'apposita web app, che dà la possibilità agli spettatori di ascoltare gratuitamente la versione originale dei brani cantati dai concorrenti nella prima edizione di The Voice of Italy.

## Curiosità
- Alcuni concorrenti provengono da altre versioni del format, come The Voice of Albania o The Voice of Germany.

- Michelle Perera (Team Carrà) ha partecipato alla Seconda Edizione di The Voice of Germany, venendo eliminata al termine del primo Live Show. Nel 2021 è stata una dei concorrenti in gara nella Quarta Edizione di All Together Now, dove è arrivata in finale tra i migliori sei.

- Francesca Monte (Team Noemi) viene eliminata alle Battles. Successivamente, nel 2014, ha partecipato ad X Factor in un duo, i Komminuet, eliminati nel sesto live show.

- Mattia Lever (Team Cocciante), eliminato nella semifinale, è stato un concorrente nel 2012 di Ti lascio una canzone, e nella versione BIG del medesimo programma nel 2015.

- Jessica Morlacchi (Team Cocciante), eliminata nel primo live show, già ex membro dei Gazosa, ha partecipato nel 2019 alla seconda edizione del programma di Rai 1 Ora o mai più e alla nona edizione di Tale e quale Show.

- Silvia Capasso (Team Noemi) si è classificata quarta. È morta in seguito ad un aneurisma il 16 dicembre 2016.

- Elhaida Dani (Team Cocciante), vincitrice di quest'edizione, ha rappresentato l'Albania, suo paese natale, all'Eurovision Song Contest 2015.

- Veronica De Simone (Team Carrà), finalista, nel 2014 ha partecipato al Festival di Sanremo nella sezione Nuove Proposte.

- Giuliana Danzè (Team Noemi) ha partecipato nel 2015 a The Voice of France, venendo eliminata durante nelle Battles. La ragazza in passato aveva già partecipato a Ti lascio una canzone. Nel 2019 ha partecipato alla Seconda Edizione di All Together Now, dove è arrivata in finale.

- Paola Gruppuso (Team Noemi), eliminata alle Battles, ha partecipato alla prima edizione del programma Io canto.

- Marika Lermani (Team Pelù), eliminata al primo live show, ha partecipato alla quarta edizione di X Factor nel 2010.

- Lorenzo Campani (Team Cocciante) ha preso parte al musical Notre Dame de Paris interpretando Quasimodo e Clopin.

- Samantha Discolpa (eliminata nelle Blind Auditions) ha partecipato alla Prima Edizione di All Together Now, dove è arrivata in finale.

- Savio Vurchio (Team Pelù) è arrivato terzo nella Terza Edizione di All Together Now.

- Timothy Cavicchini (Team Pelù) è stato uno dei giurati nel muro di All Together Now.